# گونیگودا
گونیگودا (به لاتین: Gonigoda) یک منطقهٔ مسکونی در سری‌لانکا است که در استان مرکزی (سری‌لانکا) واقع شده‌است.